# Valley Park (Oklahoma)
Valley Park es un pueblo ubicado en el condado de Rogers en el estado estadounidense de Oklahoma. En el año 2010 tenía una población de 	77 habitantes y una densidad poblacional de 13,51 personas por km².

## Geografía
Valley Park se encuentra ubicado en las coordenadas 36°16′42″N 95°44′43″O / 36.27833, -95.74528 (36.278341, -95.745151).

## Demografía
Según la Oficina del Censo en 2000 los ingresos medios por hogar en la localidad eran de $101,376 y los ingresos medios por familia eran $101,376. Los hombres tenían unos ingresos medios de $0 frente a los $0 para las mujeres. La renta per cápita para la localidad era de $25,280. Alrededor del 30.0% de la población estaban por debajo del umbral de pobreza.